# 中正公園 (大溪區)
中正公園為臺灣桃園市大溪區內的一座公園。

## 歷史
- 建於1912年，原名「大嵙崁公園」，1927年8月，大溪公園經台灣日日新報票選為「台灣八景十二勝」。
- 1920年更名為「大溪公園」。
- 1975年為紀念蔣中正，改名為「中正公園」。
- 2005年桃園縣政府將周邊景點規畫為兩蔣文化園區。
- 2016年桃園市政府將斥資三千萬元在公園內進行景觀建設，預計於2017年六月底完成。[1]
- 2016年十二月 桃園YouBike微笑單車新設「中正公園站」[2]。

## 園區介紹

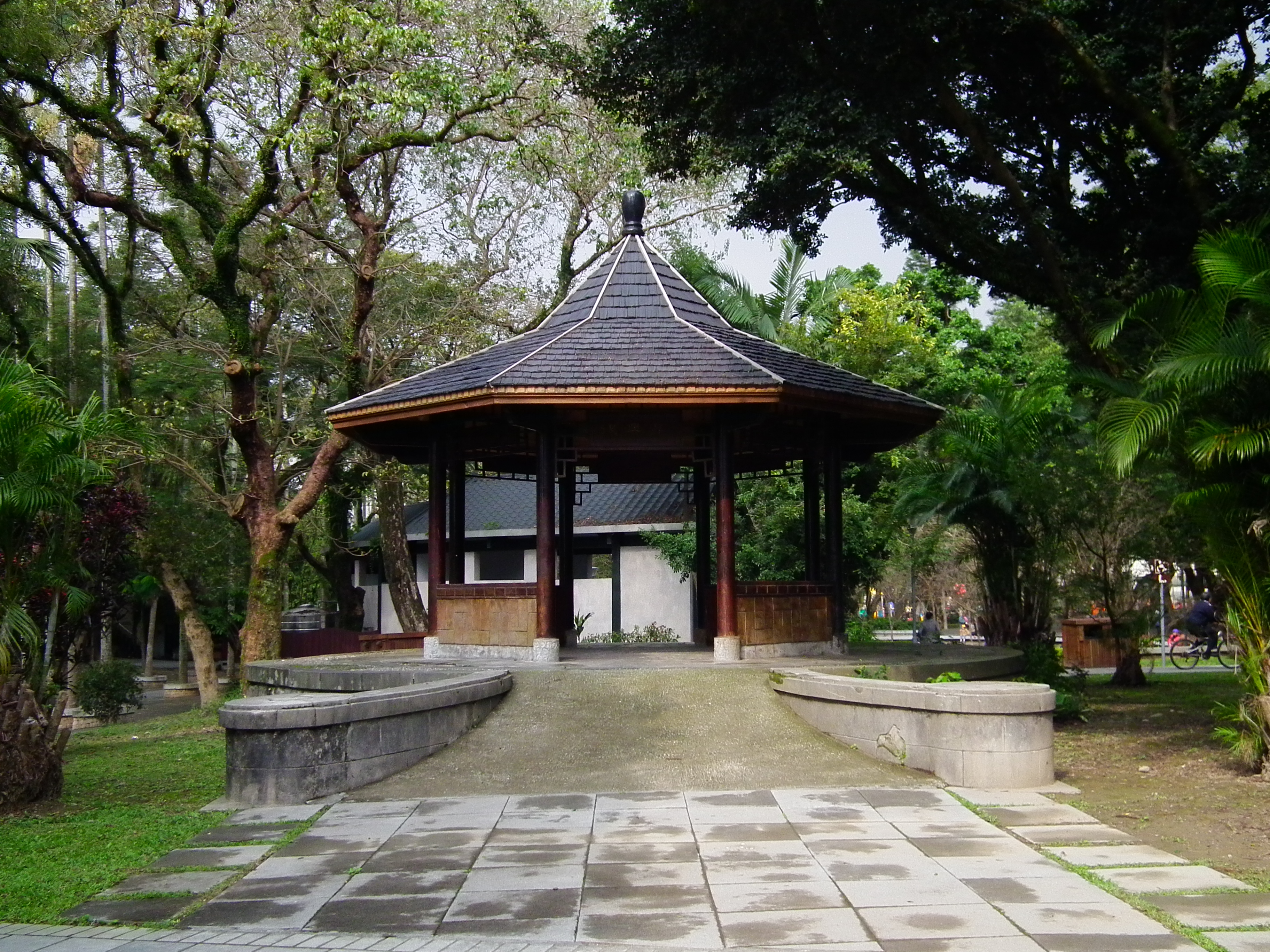
大溪公園

臺灣日治時期園內設置有大溪神社、公會堂及相撲場。國民政府時期，神社改為超然亭，相撲場改成蓮花池，公會堂改成蔣公行館。設有蕭曜友銅像。

## 鄰近景點
- 大溪橋
- 大溪老街
- 大溪武德殿
- 大溪藝文之家(大溪公會堂)

## 外部連結
- 大溪中正公園  桃園觀光導覽網